# Bukovik, Aranđelovac
Bukovik (izvirno srbsko Буковик) je naselje v Srbiji, ki upravno spada pod Občino Aranđelovac; slednja pa je del Šumadijskega upravnega okraja.

## Demografija
V naselju živi 2122 polnoletnih prebivalcev, pri čemer je njihova povprečna starost 38,6 let (37,6 pri moških in 39,6 pri ženskah). Naselje ima 912 gospodinjstev, pri čemer je povprečno število članov na gospodinjstvo 3,01.
To naselje je, glede na rezultate popisa iz leta 2002, skoraj popolnoma srbsko.
|  |

| Demografija | Demografija     | Demografija     |
| Leto        | Št. prebivalcev | Št. prebivalcev |
| ----------- | --------------- | --------------- |
|             |                 |                 |
|             |                 |                 |
|             |                 |                 |
|             |                 |                 |
| 1948        | 1532            |                 |
| 1953        | 1766            |                 |
| 1961        | 2052            |                 |
| 1971        | 2421            |                 |
| 1981        | 2667            |                 |
| 1991        | 2653            | 2483            |
| 2002        | 3166            | 2743            |
|             |                 |                 |

| Etnična sestava po popisu iz leta 2002 | Etnična sestava po popisu iz leta 2002 | Etnična sestava po popisu iz leta 2002 | Etnična sestava po popisu iz leta 2002 | Etnična sestava po popisu iz leta 2002 |
| -------------------------------------- | -------------------------------------- | -------------------------------------- | -------------------------------------- | -------------------------------------- |
| Srbi                                   | Srbi                                   |                                        | 2.572                                  | 93,76%                                 |
| Romuni                                 | Romuni                                 |                                        | 64                                     | 2,33%                                  |
| Črnogorci                              | Črnogorci                              |                                        | 43                                     | 1,56%                                  |
| Romi                                   | Romi                                   |                                        | 12                                     | 0,43%                                  |
| Jugoslovani                            | Jugoslovani                            |                                        | 6                                      | 0,21%                                  |
| Muslimani                              | Muslimani                              |                                        | 4                                      | 0,14%                                  |
| Makedonci                              | Makedonci                              |                                        | 4                                      | 0,14%                                  |
| Vlahi                                  | Vlahi                                  |                                        | 2                                      | 0,07%                                  |
| Čehi                                   | Čehi                                   |                                        | 1                                      | 0,03%                                  |
| Nemci                                  | Nemci                                  |                                        | 1                                      | 0,03%                                  |
| Madžari                                | Madžari                                |                                        | 1                                      | 0,03%                                  |
| Bolgari                                | Bolgari                                |                                        | 1                                      | 0,03%                                  |
| Albanci                                | Albanci                                |                                        | 1                                      | 0,03%                                  |
| Neznano                                | Neznano                                |                                        | 13                                     | 0,47%                                  |